# Hugues Revel
Hugues de Revel est le 20e supérieur de L'Hospital de l'ordre de Saint-Jean de Jérusalem de 1259 à sa mort en 1277 ou 1278 et le premier à porter le titre de grand maître à partir de 1267.

## Biographie

### Origine
Hugues de Revel était vraisemblablement d'origine du Dauphiné, uniquement Cecil Humphery-Smith lui donne une origine anglaise ou normande. La presque similitude des armoiries de la famille dauphinoise avec celle d'Hugues de Revel pourrait en témoigner. Nous ne connaissons rien de ses débuts dans l'Ordre.
Il apparait en 1243 comme châtelain du Krak des Chevaliers, poste qu'il occupe jusqu'au plus tard le 7 août 1248, date où il est remplacé par Jean de Bubie. Il était un frère parmi d'autres au couvent de Saint-Jean-d'Acre. C'est Guillaume de Chateauneuf, retour de captivité en Égypte en 1250, qui voudrait en faire son successeur. Entre 1251 et 1258, il en fait son grand commandeur de l'Hospital après le décès de Jean de Ronay à la bataille de Mansourah le 11 février 1250.
Comme grand commandeur il participe, en 1251 et 1257, comme arbitre pour trouver une solution aux conflits qui opposaient les Hospitaliers à Jean d'Ibelin, le comte de Jaffa, au sujet des possessions dans le comté d'Ascalon ou au prince d'Antioche, Bohémond VI, comte de Tripoli.

### Supérieur et grand maître de l'Ordre
Au décès de Guillaume de Chateauneuf dans le courant de 1258, Hugues de Revel est élu comme supérieur de l'Ordre ; son premier acte est daté du 9 octobre 1258.
Á peine élu, il dut faire face aux conséquences de la guerre de Saint-Sabas. Bohémond VI d'Antioche voulant de venger des seigneurs de Gibelet, les attaque et retrouve ses alliés, les Templiers et ses opposants Guillaume II de Botron et les Hospitaliers. La mort de Bertrand, fils d'Hugues de Gibelet, mis fin au conflit mais les Templiers avec les frères de Saint-Lazare et de Saint-Thomas attaquent les Hospitaliers, mais cela se termine par une victoire éclatante des Hospitaliers et le massacre presque complet des Templiers. Les Templiers et Les Hospitaliers surent surmonter leurs différends en 1262 principalement avec l'extinction des prétentions de Margat et Sidon.
Hugues de Revel conforte le domaine hospitalier en acquérant l'abbaye bénédictine situé au mont Thabor, le consentement de l'archevêque de Nazareth est obtenu qu'en 1263.
Hugues de Revel entretien directement des relations avec le sultan mamelouk Baybars, en 1263, 1266 et 1267/68. Le siège de la forteresse templière de Safied par l'armée mamelouk poussa les Hospitaliers à négocier en 1267 une trêve séparée pour le Krak des Chevaliers et la forteresse de Margat mais les armées de Baybars s'empare du Krak en 1271 ce qui n’empêche pas Revel à négocier une trêve la même année.
Hugues de Revel attache son nom à la modification des statuts de l'Ordre lors des chapitres généraux des années 1268, 1270, 1274 et 1276 comme les compilations des sentences, les « esgarts », et des coutumes, les « usances », fixées entre 1239 et 1271 furent très certainement fait à l'instigation de Revel. La réussite de l'activité administrative de Revel tient en grande part au trésorier Joseph de Chauncy qui officie de 1248 à 1271 avant d'être appelé par le roi d'Angleterre Édouard I.
Hugues de Revel meurt entre la seconde moitié de 1277 et la première moitié de 1278. Son successeur Nicolas Lorgne exerce son magistère le 16 juin 1278.

## Sources bibliographiques
- Joseph Dellaville Le Roulx, Les Hospitaliers en Terre sainte et à Chypre (1100-1310), Paris, Ernest Leroux, 1904
- Bertrand Galimard Flavigny, Histoire de l'ordre de Malte, Paris, Perrin, 2006
- (en) Cecil R. Humphery-Smith, Hugh Revel: Master of the Hospital of St John of Jerusalem 1258-1277, Philimore, 1994
- Jochen Burgtorf article « Hugues Revel » in Nicole Bériou (dir. et rédacteur), Philippe Josserand (dir.) et al. (préf. Anthony Luttrel & Alain Demurger), Prier et combattre : Dictionnaire européen des ordres militaires au Moyen Âge, Fayard, 2009, 1029 p. (ISBN 978-2-2136-2720-5, présentation en ligne)